# Sicks
Sicks é o sexto álbum de estúdio da banda japonesa de rock The Yellow Monkey, lançado em 22 de janeiro de 1997. É chamado de "Obra-prima do rock japonês" pela mídia. Foi remasterizado e relançado exatamente treze anos depois, em 22 de janeiro de 2010.

## Produção
As fotos do encarte foram tiradas na Usina Termelétrica de Battersea, em Londres.

## Recepção
Sicks alcançou o topo da Oricon Albums Chart, permanecendo na parada por dezesseis semanas. Em fevereiro de 1997, foi certificado disco de platina pela RIAJ.

## Faixas
| N.º            | Título                                                               | Duração |  |
| 1.             | "Rainbow Man"                                                        | 7:41    |  |
| 2.             | "I Can be Shit, Mama"                                                | 4:33    |  |
| 3.             | "Rakuen" (楽園)                                                      | 4:45    |  |
| 4.             | "TV no Singer" (TVのシンガー)                                        | 4:22    |  |
| 5.             | "Murasaki no Sora" (紫の空)                                          | 5:43    |  |
| 6.             | "Yakkyoku e Ikou yo" (薬局へ行こうよ)                                | 1:32    |  |
| 7.             | "Tengoku Ryokō" (天国旅行)                                           | 8:27    |  |
| 8.             | "Sōseiji" (創生児)                                                   | 5:08    |  |
| 9.             | "Hotel Uchūsen" (HOTEL宇宙船)                                        | 4:43    |  |
| 10.            | "Hanabuki" (花吹雪)                                                  | 4:35    |  |
| 11.            | "Awai Kokoro Datte Itteta yo" (淡い心だって言ってたよ)               | 6:07    |  |
| 12.            | "Mitenai-yō de Miteru" (見てないようで見てる)                        | 4:36    |  |
| 13.            | "Jinsei no owari (FOR GRANDMOTHER)" (人生の終わり (FOR GRANDMOTHER)) | 7:49    |  |
| Duração total: | Duração total:                                                       | 70:00   |  |

## Ficha técnica
- Kazuya "Lovin" Yoshii (吉井和哉) – vocais, guitarra
- Hideaki "Emma" Kikuchi (菊地英昭) – guitarra, vocais de apoio
- Yoichi "Heesey" Hirose (廣瀬洋一) – baixo, vocais de apoio
- Eiji "Annie" Kikuchi (菊地英二) – bateria